# Leptacinus formicetorum
Leptacinus formicetorum es una especie de escarabajo del género Leptacinus, familia Staphylinidae. Fue descrita científicamente por Märkel en 1841.
Se distribuye por Noruega, Suecia, Reino Unido, Finlandia, Austria, Países Bajos, Alemania, Estonia, Ucrania, Francia, Italia, Rusia, Dinamarca, Hungría, Luxemburgo y Polonia. La especie se mantiene activa durante todos los meses del año.